# 関西クィア映画祭
関西 Queer Film Festival（かんさいクィアフィルムフェスティバル、Kansai Queer Film Festival、KQFF、関西クィア映画祭）は、2005年より開催されているセクシュアルマイノリティの映画を取り扱う映画祭である。

## 概要
クィアをキーワードに「性」とそれに関わる「暮らし・生き方」をテーマにした映像作品を集めて上映する。プログラム作品は東京国際レズビアン&ゲイ映画祭と同じものも含まれるが、関西初や日本初のものも多い。
1995年〜2000年までは東京国際レズビアン&ゲイ映画祭として、関西でも大阪と京都の2会場（参照）で開かれていたが、その後中止になり、2005年に「関西クィア映画祭」として復活した。上映会場は2009年の第4回までは大阪市北区梅田のHEP HALL（HEP FIVE8階）のみだったが、2010年の第5回以降は京都大学の西部講堂でも行われ、オールナイト上映も組まれることがある。開催時期は2011年以降は大阪が9月、京都会場は10月である。開催日数は1回目は2日間のみだったが、2010年以降は大阪で3日、京都で3日の計6日間。
実行委員長は、2005年は木村真紀（村木真紀）、2006年は塩安九十九、2007年はジョー・ラムリーが務めた。

## プログラム

### 2005年（第1回）参照
- ロバート・イーズ - Southern Comfort （2000年、アメリカ）
- アリサン! - Arian! （2003年、インドネシア）
- ビーイング・ノーマル - Being Normal （2003年、韓国）
- 蝴蝶 羽化する官能 - Butterfly （2004年、香港）
- タッチ・オブ・ピンク - Touch of Pink （2004年、カナダ・イギリス）
- 誓いますか?/誓います - Tying The Knot （2004年、アメリカ）
- ワイルド・サマー - Slutty Summer （2004年、アメリカ）
- ヘテロ薬 （2005年、日本）

### 2006年（第2回）参照
- 男生女相／Yang±Yin: Gender in Chinese Cinema （1996年、英国・香港）
- パレード - La Parade (notre histoire) （2001年、スイス）
- ラター・デイズ　- Latter Days（2003年、アメリカ）
- トランススペシャル
- VIVA!有頂天ファミリア　- El Favor （2004年、アルゼンチン）
- ユー・アイ・♥ - Я люблю Тебя （2004年、ロシア）
- 20センチ! - 20 centímetros　（2005年、フランス・スペイン）
- 素顔の私を見つめて… -Saving Face （2005年、アメリカ）
- BOTH- BOTH  （2005年、アメリカ・ペルー）
- 日本ミックス：プリカちゃん - Plica-chan （2006年、日本）
- 大木監督作品（大木裕之）／日本
- 韓国ミックス
- サマー・ストーム〜夏の突風〜　- Sommersturm （2004年、ドイツ）
- 北米ミックス

### 2007年（第3回）参照
2007年も7月20日〜7月24日までの5日間｡
- 0メートルの隔たり - Zero Degrees of Separation （2005年、カナダ）
- 愛のエアリエル - The Gymnast（2006年、アメリカ）
- ボーイ・カルチャー - Boy Culture （2006年、アメリカ）
- ゴー!ゴー!Gボーイズ! - Go!Go!Gboys! （2007年、台湾）
- その月が満ちるまで - Until the Moon Waxes （2007年、日本）
- ちっちゃなパイパイ大作戦! - Itty Bitty Titty Committee （2007年、アメリカ）
- 初戀 Hatsu-Koi - Hatsu-koi （2007年、日本）

### 2008年 関西クィア映画祭秋の上映会
2008年11月22日のみ、京都大学 文学部新館 第1講義室にて。
- ママ、実はね… - Mom, I Think I’m… (1995、カナダ)
- オカマに生れて：拝啓 お医者様 - BORN QUEER: dear doctors（2003年、米国・英語）
- インターセックス丸出し！ フル・モンティ - INTERSEX EXPOSITION: Full Monty（2002年、オーストラリア）
- BOTH - （2005年、米国・ペルー）

### 2009年（第4回）参照
大阪 HEP HALL 1月23日〜27日。
- 百合祭 - Lily Festival （2001年、日本）
- 異国の肌　- Unveiled （2005年、ドイツ）
- シェイエンヌを探して - Looking For Cheyenne （2005年、フランス）
- トランスペアレント - transparent （2005年、アメリカ）
- 彼女が夫だった頃 - She's a Boy I Knew（2007年、カナダ）
- カミングアウト・ウェディング - Out At The Wedding（2007年、アメリカ）
- スコットと朝食を - Breakfast With Scot （2007年、カナダ）
- TOPLESS （2007年、日本）
- ヒストリー・オブ・ゲイシネマ - Here's Looking At You, Boy （2007年、ドイツ・オランダ・フィンランド・オーストラリア）
- 特異なカップル - Strange Couples （2008年、日本）
- パートナー法は突然に - Suddenly, Last Winter （2008年、イタリア）
- フツウに生きたい - Be Like Others （2008年、カナダ・イラン・イギリス・アメリカ）

### 2010年（第5回）参照
大阪 HEP HALL 9月3〜5日、京都 京都大学西部講堂 9月10〜12日開催｡
- あかね色のケープタウン - The World Unseen  （2007年、南アフリカ共和国・イギリス）
- おばけのマリコローズ -  MARIKO ROSE THE SPOOK （2009年、日本）
- マイ・ノーマル - My Normal（2009年、アメリカ）
- そしてロラがやって来た - And Then Came Lola （2009年、アメリカ）
- 安非他命/アンフェタミン　- Amphetamine （2010年、香港）
- ココデナイドコカ - Drifting（2010年、日本）

### 2011年（第6回）参照
大阪 HEP HALL 9月17日・18日・19日、京都 京都大学西部講堂 10月21日・22日・23日に開催｡
- フェイの手術のはなし - Gender Redesigner （2007年、アメリカ）
- トランスジェンダー・ライブ! - Riot Acts: Flaunting Gender Deviance in Music Performance （2009年、アメリカ）
- トリニダード 夢を叶える町 - Trinidad Trinidad （2009年、アメリカ）
- ボイータ 最後の夏 - el último verano de la boyita （2009年、アルゼンチン・スペイン・フランス）
- ヤッた相手が多すぎて。 - The People I’ve Slept WIth （2009年、アメリカ）
- サーシャ - SAŠA （2010年、ドイツ）
- シャハーダ -わたしの祈り- - Shahada (Faith) （2010年、ドイツ）
- TOO MUCH PUSSY! フェミなあばずれ、性教育ツアーで大暴れ - TOO MUCH PUSSY! Feminist Sluts, a Queer X Show （2010年、フランス・ドイツ）
- ママのお見合い大作戦! - You should meet my son! （2010年、アメリカ）
- 4つの嘘と愛 - The Four-Faced Liar （2010年、アメリカ）
- 女として生きる - Transgender Trouble (2011、日本)
- 百合子、ダスヴィダーニヤ　- Юрико, до свидания.（2011年、日本）

### 2012年（第7回）
大阪 HEP HALL 9/15〜17日。京都 京大西部講堂 10/12〜14日｡

### 2013年（第8回）
大阪 HEP HALL 9/14〜16｡京都 京大西部講堂 10/4〜6日｡